# Vanessa Mariposa
Vanessa Mariposa (* 16. Dezember 1992 in Salzburg, bürgerlich Vanessa Hofinger) ist ein österreichisches Model, eine Fitness-Influencerin und TV-Persönlichkeit mit italienischen Wurzeln.
Bekannt wurde sie durch ihre Teilnahme an der dritten Staffel von Germany’s Next Topmodel im Jahr 2008. Später baute sie sich eine Karriere als Fitness-Model und Social-Media-Influencerin auf. Auf Plattformen wie Instagram gibt sie Fitness-Tipps und Einblicke in ihren Alltag.
Vanessa Mariposa hat für verschiedene große Marken gemodelt, darunter Coca-Cola, Adidas, New Balance und Honey Birdette. Neben ihrer Arbeit als Model entwickelte sie eine eigene Fitness-App, die individuelle Trainings- und Ernährungspläne bietet. Zusätzlich war sie in verschiedenen TV-Formaten zu sehen, darunter Ex on the Beach, Are You the One? – Realitystars in Love, Das Sommerhaus der Stars und The Real Life. Sie wurde zweimal mit Fake-Produkten von dem YouTuber Marvin Wildhage hereingelegt. Diese Fehler wurden auch in der Show Das große Promi-Büßen thematisiert. Im Jahr 2022 gewann sie die Sat.1-Show Club der guten Laune. 2024 war sie bei The 50 auf Amazon Prime Video zu sehen. In Österreich drehte Vanessa Mariposa ihre eigene TV-Show, in der sie Einblicke in ihren Alltag, ihren beruflichen Werdegang und den Aufbau ihres eigenen Business gibt. Die Show zeigt, wie sie ihr Unternehmen leitet, ihren Arbeitstag gestaltet und ihren Lebensstil mit Fitness und Social Media verbindet. Im Jahr 2022 gründete sie ihre eigene Bikini-Marke Honeysand. 
Sie spricht vier Sprachen: Deutsch, Englisch, Italienisch und Spanisch.

## Fernsehauftritte
- 2021: Ex on the Beach (RTL+)
- 2021: Are You the One? – Realitystars in Love (RTL+)
- 2022: Club der guten Laune (Sat.1)
- 2022: The Real Life – #nofilter (RTL+)
- 2022: Das Sommerhaus der Stars – Kampf der Promipaare (RTL)
- 2023: Forsthaus Rampensau (ATV)
- 2024: The 50 (Amazon Prime Video)
- 2024: Das große Promi-Büßen (ProSieben)